# Via Voukourestiou
Via Voukourestiou è una via lunga e stretta del distretto di Kolonaki, nella città di Atene.
Essa inizia non lontano dalla piazza Syntagma su Stadiou, incrocia via Panepistimiou a livello dei grandi magazzini "Attica" (antica Cassa mutua dell'Esercito) poi risale sulle pendici del Licabetto.
Situata nel cuore del quartiere di Kolonáki, la sua reputazione è dovuta all'elevata densità di boutique di lusso, principalmente gioiellerie.
In origine portava il nome di Οδός Βουκουρεστίου (via Bucarest), assegnatole a seguito del trattato di Bucarest del 1913, che pose fine alla seconda guerra balcanica.
Negli anni 1990 i magazzini più cari e alla moda si sono spostati nelle vie adiacenti quali via Anagnostopoulo dove vi sono negozi di Versace,  Ferré, Lagerfeld e Laroche, come i più noti stilisti ateniesi quali Aslanis, Nikos, Filemon, e Sofos. Vi sono poi, in questa iconica via dello shopping di Atene, molti noti grandi magazzini quali, ad esempio, Hermès.